# Levák od vedle
Levák od vedle (v anglickém originále The Bob Next Door) je 22. díl 21. řady (celkem 463.) amerického animovaného seriálu Simpsonovi. Scénář napsal John Frink a díl režírovala Nancy Kruseová. V USA měl premiéru dne 16. května 2010 na stanici Fox Broadcasting Company a v Česku byl poprvé vysílán 27. ledna 2011 na stanici Prima Cool.

## Děj
Největší finanční krize Springfieldu způsobuje prodej mnoha domů a propuštění všech málo nebezpečných vězňů ze Springfielské věznice, včetně muže jménem Walt Warren. Walt koupí dům vedle rodiny Simpsonových a okouzlí jeho okolí. Bart je však přesvědčen, že Walt je Levák Bob v přestrojení, protože mají stejný hlas. Několikrát se snaží najít důkaz, ale žádný nenajde. Marge ho přesvědčí o tom, že nejde o Leváka Boba, tím, že ho vezme do věznice, kde vidí, jak je Levák Bob zavřený v polstrované cele a má na sobě svěrací kazajku a pomocí fixu v ústech na zeď píše: „Bart Simpson zemře!“. Zdánlivě uklidněný Bart se rozhodne jít na baseballovou hru s Waltem, který si sundá své malé boty, aby ukázal své dlouhé nohy složené vevnitř, a odhalí se jako Levák Bob. Bob zadržuje Barta v autě za pomocí lepicí pásky, plánuje ho dovést do Pěti rohů, kde se setkávají hranice pěti států, kde by ho zabil.
Mezitím skutečný Walt Warren uniká vězení, zatímco nesl vlasy a tvář Leváka Boba a přichází k Simpsonovým domů. Zpočátku si rodina myslí, že Levák Bob utekl z vězení, ale Waltovy krátké nohy odhalují jeho pravou identitu. Walt vysvětluje, že on a Levák Bob byli spoluvězni a před Waltovým propuštěním ho Bob omámil a provedl transplantaci, aby prohodil jejich tváře. Kvůli transplantaci nebyl Walt schopný mluvit správně, což způsobilo, že ho strážci vložili do polstrované cely. Napsal svou zprávu na zeď jako varování, ale byl chybně chápán jako hrozba. Walt a Simpsonovi jdou po Leváku Bobovi. Mezitím se servírka u silnice zamiluje do Boba s Waltovou tváří, dokud se Bobova kradená tvář neodloupne. Servírka zalže a řekne, že Walt jel do Mexika, a Homer, Marge a Líza se tam vydají Barta hledat. Walt nevěří a pokračuje sám do Pěti rohů.
V Pěti rozích má pravý Levák Bob v úmyslu zabít Barta tak, aby k zločinu došlo ve všech pěti státech, což znemožňuje trestní stíhání. Bart se zastaví tím, že opakovaně skočí do stejného státu jako Bob do té doby, než Walt dorazí. Walt a Bob bojují o zbraň, ale těsně předtím, než Bob může vystřelit na Walta nebo Barta, dorazí náčelník Wiggum a springfieldská policie, aby Boba zatkli. Bob odskočí do jiných států, aby unikl působišti springfieldské policie. I v jiných státech byl okamžitě následován policií z každého státu a byl vzat do vazby. Walt je poté oficiálně prohlášen za svobodného, zatímco dům Leváka Boba koupil bratranec Neda Flanderse a Homer je naštvaný, když si uvědomí, že nyní žije vedle dvou rodin Flandersů.

## Produkce
Epizodu napsal John Frink, což je po dílu První meta dobyta jeho druhý scénář v této řadě. Je to také jeho třetí scénář k dílu s Levákem Bobem po dílech Kdo chce zabít Homera? a Taliján Bob. Epizodu režírovala Nancy Kruseová. V dílu se vrací stálý hostující hlas Kelsey Grammer, který namluvil postavu Leváka Boba. Epizoda se měla původně vysílat 14. ledna 2010 společně s díly Tenkrát ve Springfieldu a The Simpsons 20th Anniversary Special – In 3-D! On Ice!

## Kulturní odkazy
Zápletka dílu vychází z filmu Tváří v tvář. V úvodním gaučovém gagu se objevuje také Harold z dětské knihy Harold a fialová pastelka z roku 1955. Bart se snaží Walta přimět, aby zazpíval „Three Little Maids from School Are We“ z filmu The Mikado; stejná píseň byla použita také v dřívější epizodě Mys hrůzy, v níž se také objevil Levák Bob. Později v seriálu, když Levák Bob odhalí svou pravou identitu, vykřikne, že je nyní „schopen zpívat všechny Gilberty a Sullivany, které si sakra přeji“, načež k Bartovu zděšení vytáhne z přihrádky na rukavice japonský vějíř a zazpívá úvodní tóny „Behold The Lord High Executioner“, dalšího čísla z The Mikado. Marge a Homer řeknou Bartovi, že spousta lidí má hlasy jako Levák Bob, například „Frasier v seriálu Na zdraví, Frasier v seriálu Frasier nebo nadporučík Tom Dodge ve filmu Periskop nahoru a dolů“. Tyto postavy ztvárnil dabér Leváka Boba Kelsey Grammer. Když Levák Bob šlápne na hrábě, je to narážka na scénu z dílu Mys hrůzy, ve které šlápne na několik hrábí.

## Přijetí
V původním americkém vysílání na stanici Fox 16. května 2010 vidělo díl 6,258 milionu domácností a v demografické skupině diváků ve věku 18–49 let dosáhl ratingu 2,9 a podílu 9. Podle agentury Nielsen Media Research se ve svém vysílacím čase umístil na druhém místě po finále sezóny Survivor: Heroes vs. Villains a stal se druhým nejlépe hodnoceným pořadem v programovém bloku stanice Fox Animation Domination po nové epizodě Griffinových.
Epizoda získala pozitivní recenze. 
Robert Canning z IGN jí udělil hodnocení 8,5 a uvedl, že byla „skvělá“: „Celkově to byl skvělý návrat do formy pro vystoupení Leváka Boba. Pomstychtivou postavu poslední epizody zklamaly, ale díl nám připomněl, co dělá Boba tak zábavným.“. Canning později označil díl za nejlepší epizodu řady, která se vyrovnala dílu Prcek a velryba.
Server TV Fanatic udělil epizodě 4 body z 5 a uvedl, že se mu líbily dějové zvraty, ale vtipy mu připadaly nevtipné, a poznamenal, že „epizoda prostě nemá stejný humor jako třeba Mys hrůzy“.
John Teti z The A.V. Clubu udělil dílu hodnocení B+. Uvedl, že „zúčtování v Pěti rozích se odehrálo stejně jako Mys hrůzy, doplněné o gag s hráběmi, což není špatné. Pokud mají Simpsonovi v úmyslu sebeplagiátorství (a to zjevně mají), je to dobrá epizoda ke kopírování.“
Sharon Knolleová z AOL TV napsala: „Celkově bych řekla, že se tento díl řadí k těm lepším dílům Leváka Boba, ne-li k těm úplně nejlepším. Rozhodně překonává i Talijána Boba a Pohřeb nepřítele.“.